# Zbór Kościoła Chrześcijan Baptystów w Kaliszu
Zbór Kościoła Chrześcijan Baptystów w Kaliszu – zbór Kościoła Chrześcijan Baptystów znajdujący się w Kaliszu, przy ulicy Podgórze 1.
W 2015 wspólnota liczyła około 20 wiernych. Nabożeństwa odbywają się w każdą niedzielę o godzinie 10:00.